# 매거진B
매거진B는 브랜드 다큐멘터리 매거진이다.

## 개요
매거진B(Magazine B)는 JOH에서 2011년 11월 창간한 국내 최초의 브랜드 다큐멘터리 매거진이다. B는 브랜드와 밸런스의 약자라고 한다. 소비자의 시각에서 하나의 브랜드를 처음 알게 된 순간부터 경험을 나누며 깊은 애착을 갖게 될 때까지의 흐름으로 구성되어 있다. 이를 효과적으로 전달하기 위해 다큐멘터리 형식을 차용, 한 편의 긴 호흡을 느낄 수 있도록 했다. 브랜드에 대한 이미지를 환기시키는 인트로, 아웃트로와 브랜드의 핵심 메시지를 강렬한 이미지로 전달하는 B's Cut 등으로 구성된 것이 특징이다. ‘한 호에 균형잡힌 브랜드 하나만 소개’하는 콘셉트로, 광고나 재정 지원 없이 독립적으로 운영된다. 브랜드 선정부터 취재, 그리고 내용 구성과 편집까지 모두 내부 회의에서 엄격한 기준을 통해 결정한다. 광고주의 개입이 없으니 제품과 브랜드에 관한 이야기를 자유롭게 소비자의 시각으로 펼쳐낼 수 있다. 가격은 1만 3천 원이며, 합본호의 가격은 1만 6천 원이다. 영문판은 한글판보다 3천 원 더 비싸다. 한글판 이외에 영문판도 발행하여 해외에서도 판매하고 있다. 2013년 6월 22일 60회 프랑스 칸 광고제에서 국내 최초로 ‘그래픽디자인·디자인크래프트 부문 은사자상’을 수상했다.
2017년 1월 8일부터 박지윤 (가수)이 진행하는 팟캐스트 ' 비 캐스트'를 진행하고 있다. '듣는 잡지'를 표방하였으며, 매주 월요일 새로운 에피소드를 오픈한다. 매거진 B의 형식과 동일하게 한 회에 하나의 브랜드를 2부에 걸쳐 다룬다.

## 판매 부수
매거진B는 2011년 11월 출간 이후 3년째 매호 2만 부(한국어, 영어 각 1만 부)를 꾸준히 찍고 있다. 30호를 발행할 때까지 완판된 경우도 7회 있다. 호수가 쌓이면서 과월호 판매 증가에 따라 매출도 자연스럽게 늘고 있다. 전년대비 매출 성장률은 2013년 53%, 2014년은 10월 기준 21%다.

## 발간 브랜드
| 호수 | 다룬 브랜드                            | 상세            | 국적       |
| ---- | -------------------------------------- | --------------- | ---------- |
| 1호  | 프라이탁 (FREITAG)                     | 가방            | 스위스     |
| 2호  | 뉴발란스 (NEW BALANCE)                 | 신발            | 미국       |
| 3호  | 스노우피크 (SNOW PEAK)                 | 캠핑용품        | 일본       |
| 4호  | 라미 (LAMY)                            | 문구            | 독일       |
| 5호  | 브롬톤 (BROMPTON)                      | 자전거          | 영국       |
| 6호  | 러쉬 (LUSH)                            | 바디용품        | 영국       |
| 7호  | 스타우브 (STAUB)                       | 식기            | 프랑스     |
| 8호  | 레이벤 (RAY-BAN)                       | 안경            | 미국       |
| 9호  | 화요 (HWAYO)                           | 주류            | 한국       |
| 10호 | 펭귄 (PENGUIN)                         | 도서            | 영국       |
| 11호 | 인텔리젠시아 (INTELLIGENTSIA)          | 카페            | 미국       |
| 12호 | 캐나다 구스 (CANADA GOOSE)             | 의류            | 캐나다     |
| 13호 | 레고 (LEGO)                            | 장난감          | 덴마크     |
| 14호 | BIC                                    | 문구            | 프랑스     |
| 15호 | 죠셉죠셉 (JOSEPH JOSEPH)               | 식기            | 영국       |
| 16호 | 이솝 (AESOP)                           | 화장품          | 호주       |
| 17호 | 포터 (PORTER)                          | 가방            | 일본       |
| 18호 | 하바이아나스 (HAVAIANAS)               | 신발            | 브라질     |
| 19호 | 툴레 (THULE)                           | 아웃도어 캐리어 | 스웨덴     |
| 20호 | 기네스 (GUINNES)                       | 맥주            | 아일랜드   |
| 21호 | 윌슨 (WILSON)                          | 스포츠 용품     | 미국       |
| 22호 | 비브람 (VIBRAM)                        | 아웃솔          | 이탈리아   |
| 23호 | 아우디 (AUDI)                          | 자동차          | 독일       |
| 24호 | 레페토 (REPETTO)                       | 신발            | 프랑스     |
| 25호 | 순토 (SUUNTO)                          | 시계            | 핀란드     |
| 26호 | 한사토이 (HANSATOYS)                   | 인형            | 호주       |
| 27호 | 챔피언스리그 (CHAMPIONS LEAGUE)        | 스포츠          | 유럽       |
| 28호 | 구글 (GOOGLE)                          | IT              | 미국       |
| 29호 | 에이스 호텔 (ACE HOTEL)                | 호텔            | 미국       |
| 30호 | ECM                                    | 음반 레이블     | 독일       |
| 31호 | 딥디크 (DIPTYQUE)                      | 향수            | 프랑스     |
| 32호 | 리모와 (RIMOWA)                        | 가방            | 독일       |
| 33호 | 비트라 (VITRA)                         | 가구            | 스위스     |
| 34호 | 라이카 (LEICA)                         | 카메라          | 독일       |
| 35호 | 헬베티카 (HELVETICA)                   | 서체            | 스위스     |
| 36호 | 나스 (NARS)                            | 화장품          | 프랑스     |
| 37호 | 츠타야 (TSUTAYA)                       | 서점            | 일본       |
| 38호 | 파타고니아 (기업) (PATAGONIA)          | 의류            | 미국       |
| 39호 | 브레빌 (BREVILLE)                      | 가전제품        | 호주       |
| 40호 | 산 펠레그리노 (SAN PELLEGRINO)         | 탄산수          | 이탈리아   |
| 41호 | 롤렉스 (ROLEX)                         | 시계            | 스위스     |
| 42호 | 스타워즈 (STAR WARS)                   | 영화            | 미국       |
| 43호 | 베를린 (Berlin)                        | 도시            | 독일       |
| 44호 | 반스 (Vans)                            | 신발            | 미국       |
| 45호 | 록시땅 (Loccitane)                     | 화장품          | 프랑스     |
| 46호 | 팬톤 (Pantone)                         | 색채            | 미국       |
| 47호 | 하겐다즈 (Häagen-Dazs)                 | 아이스크림      | 미국       |
| 48호 | 에어비앤비 (AirBnB)                    | 숙박공유서비스  | 미국       |
| 49호 | 넷플릭스 (NETFLIX)                     | 동영상 서비스   | 미국       |
| 50호 | 서울 (Seoul)                           | 도시            | 한국       |
| 50호 | SEOUL 2ND EDITION                      | 도시            | 한국       |
| 51호 | 미스터 포터 (MR PORTER)                | 쇼핑            | 영국       |
| 52호 | 위워크 (WEWORK)                        | 워크스페이스    | 미국       |
| 53호 | 무인양품 (MUJI)                        | 생활 잡화       | 일본       |
| 54호 | 메종 마르지엘라 (Maison Margiela)      | 패션            | 프랑스     |
| 55호 | 애플 뮤직 (Apple Music)                | 모바일 서비스   | 미국       |
| 56호 | 미쉐린 가이드 (Michelin Guide)         | 도서            | 프랑스     |
| 57호 | 발뮤다 (Balmuda)                       | 가전제품        | 일본       |
| 58호 | 포틀랜드 (Portland)                    | 도시            | 미국       |
| 59호 | 대너 (Danner)                          | 신발            | 미국       |
| 60호 | 모노클 (MONOCLE)                       | 도서            | 영국       |
| 61호 | 아크네 스튜디오 (Acne Studios)         | 패션            | 스웨덴     |
| 62호 | 몰스킨 (MOLESKINE)                     | 문구            | 이탈리아   |
| 63호 | 이케아 (IKEA)                          | 가구            | 스웨덴     |
| 64호 | 모스콧 (MOSCOT)                        | 안경            | 미국       |
| 65호 | 르 라보 (LE LABO)                      | 향수            | 프랑스     |
| 66호 | 호시노야 (HOSHINOYA)                   | 호텔            | 일본       |
| 67호 | 교토 (KYOTO)                           | 도시            | 일본       |
| 68호 | 인스타그램 (INSTAGRAM)                 | 모바일 서비스   | 미국       |
| 69호 | 메종 키츠네 (MAISON KITSUNE)           | 패션            | 프랑스     |
| 70호 | 포르쉐(PORSCHE)                        | 자동차          | 독일       |
| 71호 | DJI                                    | 무인 항공기     | 중국       |
| 72호 | 헤이 (HAY)                             | 라이프스타일    | 덴마크     |
| 73호 | 샤넬                                   | 패션            | 프랑스     |
| 74호 | 방콕 (BANGKOK)                         | 도시            | 태국       |
| 75호 | 룰루레몬 (LULULEMON)                   | 의류            | 캐나다     |
| 76호 | 블루보틀 커피 (BLUE BOTTLE COFFEE)     | 카페            | 미국       |
| 77호 | 지샥 (G-SHOCK)                         | 시계            | 일본       |
| 78호 | A.P.C. (아페쎄)                        | 의류            | 프랑스     |
| 79호 | MINI (미니)                            | 자동차          | 영국       |
| 80호 | 몽블랑 (MONTBLANC)                     | 문구            | 독일       |
| 81호 | 소호 하우스 (SOHO HOUSE)               | 멤버십 클럽     | 영국       |
| 82호 | 발리 (BALI)                            | 도시            | 인도네시아 |
| 83호 | 유튜브 (YOUTUBE)                       | 동영상 서비스   | 미국       |
| 84호 | 라파 (RAPHA)                           | 의류            | 영국       |
| 85호 | 아스티에 드 빌라트 (ASTIER DE VILATTE) | 식기            | 프랑스     |